# 长株潭城际铁路
长株潭城际铁路（S1）（或“长株潭城际线”、“长株潭城际轨道”，客运运价里程表称长株城际线、湘潭城际线），于2009年获得国家发改委批复，包括长沙至株洲（湘潭）线和西环线等线，批复长度为760公里,主线全长104.36公里，跨长沙、株洲、湘潭三市境内，呈“人”字形线路形态。全线共设车站24座，其中在长沙境内15座，株洲境内5座，湘潭境内4座。既有跨市的城际客运功能，在三市各自境内又有市内通勤运输的作用（尤其在长沙市境内将与长沙地铁线网交汇换乘）。长沙站以南的17个车站于2016年12月26日开通，西延线于2017年12月26日开通运营。

## 简介

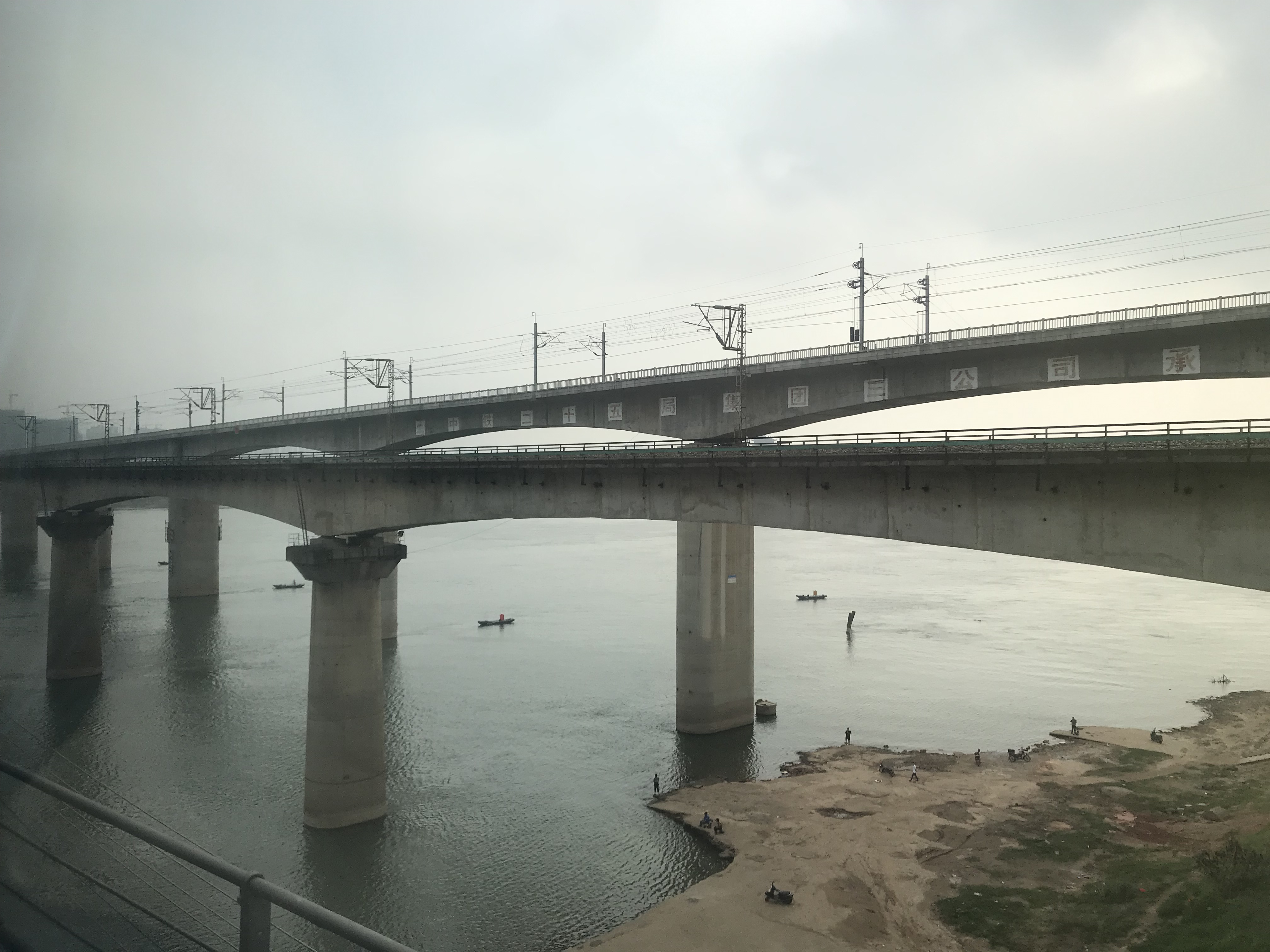
长株潭城际铁路湘江大桥

长株潭城际铁路（S1）是推动长株潭城市群经济一体化的一项重要工程，是湖南省“3+5”城际铁路交通网的核心项目，也是首个开工建设的项目。其前身为长株潭轻轨计划，后经修订、优化改为如今的城际铁路方案。广州铁路集团与湖南发展投资集团作为铁道部与省政府的出资方共同组建“湖南城际铁路有限公司”负责本项工程的建设和经营。
长株潭城际铁路以长沙站为中心，长株城际线在湘江以东向南过暮云，沿京广铁路走廊接入株洲站继续向南至七斗冲株洲南站止，线路长约54.01 km；湘潭城际线自暮云沿107国道经昭山、荷塘进入湘潭市区，向西跨湘江接入湘潭站，长约23.14 km；西延线向西沿石长铁路跨湘江后接入长沙西站，西延线以谷山站（规划名雷锋大道站）又分为长雷段和雷黄段，长雷段线路全长12.874 km，4座地下车站、4区间，雷黄段线路长共9.014 km，共3个车站。长株潭城际铁路（含西延线）全长104.36公里，设计时速200公里，初期运营时速160公里，总投资为233亿元。全线使用双线，采用电力牵引，自动控制。
本线定位为城际客运专线和长株潭城市群“半小时交通圈”的核心骨干项目，近期长沙站至长沙西站（雷锋大道）客车对数60对；长沙至株洲客车对数56对；长沙至湘潭客车对数56对。

## 历史
- 2010年6月30日，长株潭城际铁路正式动工。
- 2015年7月7日，八方山站（规划名市府站）与观沙岭站（规划名滨江新城站）之间的暗挖隧道已顺利贯通，至此，位于湘江以西的城铁车站和区间均已主体完工。[7]
- 2016年2月29日，长株潭城际铁路开始铺轨[8]。
- 2016年5月19日，长沙湘潭段东线钢轨铺设至长沙火车站区域，这标志着长株潭城际铁路实现单线轨通。[9]
- 2016年6月13日，长株潭城际铁路于株洲南站（规划名七斗冲站）完成全线铺轨任务，实现全线轨通。[10]
- 2016年8月，长沙站以南区段于开始静态验收。[11]
- 2016年10月9日，启动全线联调联试[12][13]。
- 2016年12月21日，长株潭城际铁路举行试乘活动，中共湖南省委书记杜家毫、省委副书记、湖南省人民政府省长许达哲、以及省其他领导官员陈向群、易炼红、盛荣华、张剑飞试乘了长株潭城铁列车[14]。2016年12月26日，长株潭城际铁路正式开通运营[4]。
- 2017年12月26日，长株潭城际铁路西延线开通运营。[15][16]
- 2020年1月10日，乌山联络线正式启用，长株潭城际铁路首次开行张家界西、常德、石门县北等跨线列车，调整部分车次至长沙站东广场进站。
- 2021年10月调图，石长铁路动车组列车全面暂停运行，长株潭城际铁路跨线动车组列车暂停运行。
- 2022年，随着长益常高铁开通，长株潭城际铁路首次开行G和 D字头跨线动车组列车。
- 2024年5月11日起，长沙地铁2号线将长株潭城际铁路标记为长株潭城际铁路（S1），2024年6月27日，新版的长沙地铁线路图发布，长株潭城际铁路（S1）被纳入新的地铁图，标识色为墨绿色。
- 2025年7月1日全国铁路调图后，长沙站城际场首次开行至重庆、成都、西安等地G字头跨线高速动车组列车，并且重启乌山联络线，取代原有的石长直特列车，恢复开行至石门县北方向的CRH6F跨线城际动车组列车

## 运营

### 运营模式
2016年12月26日长株潭城际铁路开通后，该线计划在高峰期间，每天开行15对长沙至株洲的城际动车组列车和19对长沙至湘潭的城际动车组列车。在平峰期间，每天开行12对长沙至株洲的城际动车组列车和16对长沙至湘潭的城际动车组列车。长沙至湘潭最早车次6时35分始发，最晚21时37分始发；长沙至株洲最早车次7时始发，最晚22时始发。长沙至湘潭、长沙至株洲的最快车程皆为39分钟。株洲与湘潭间没有直达列车，需在暮云站换乘。株洲站城际场于2021年1月28日开通。
湖南城际铁路公司为2010年筹备长株潭城际铁路建设，由路省双方按照各自50%的持股比例组建的合资公司，后又陆续负责长株潭城际西延线和乌山联络线。2016年，长株潭城际铁路以湖南城际公司委托广铁集团运营的模式开通，委托期定为三年，2019年首个委托期到期后续约至2023年。后由于国铁开展“一省一公司”制改革以及地方对于运营自主权的现实需要，湖南省与国铁集团于2020年顺利完成首次股权置换，以湖南省名下的武广高铁全部股份与广铁集团名下的长株潭城际和怀邵衡铁路股份进行1:1置换。同时湖南省方出资代表由原湖南发展集团变更为了湖南轨道集团，形成了湖南轨道集团与广铁集团分别持股70%和30%的股权结构。
2023年11月21日，据中国国家企业信用信息公示系统消息，湖南城际铁路有限公司进行了工商信息变更。变更完成后，湖南城际铁路有限公司由此前的湖南轨道交通控股集团有限公司（70%）和中国铁路广州局集团有限公司（30%）共同持股，转变为湖南轨道交通控股集团有限公司100%控股。根据2023年10月湖南城际公司有关回复，本轮股权划转暂时不会影响运营单位的变更与否，长株潭城际铁路目前仍采取委托广铁集团运营管理，未来是否会委托长沙轨道集团运营管理，需待进一步研究决策。与此同时，公司就城际与地铁票务系统融通，观沙岭、先锋等站与地铁换乘通道改造，加密西线列车开行频次等事项，会同广铁集团、长沙市有关单位进行了多次专题研究与讨论，相关工作正在积极推进。

### 票价

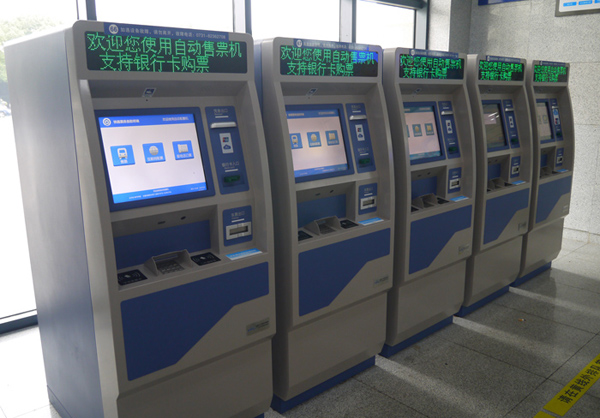
城际列车自动售票机，可用于取网络或电话预定车票及现场买票，可采用现金、银行卡或支付宝等手段进行支付

持中铁银通卡的旅客可直接刷卡乘坐长株潭城际列车，在长株潭城际铁路沿线的长沙站、芙蓉南站、湘潭站、大丰站、尖山站、观沙岭站和中国银行指定网点均提供购卡服务。
2018年10月30日，长株潭城际铁路开通“铁路e卡通”手机扫码乘车服务。旅客可打开“铁路12306”手机客户端中的“铁路e卡通”功能，完成身份证件上传、绑定银行卡等手续后，在进站闸机处通过手机扫码和人脸识别，即可完成实名制验证及进站乘车手续。
2024年，长株潭城际铁路可使用长沙地铁app乘坐。

### 运营状况

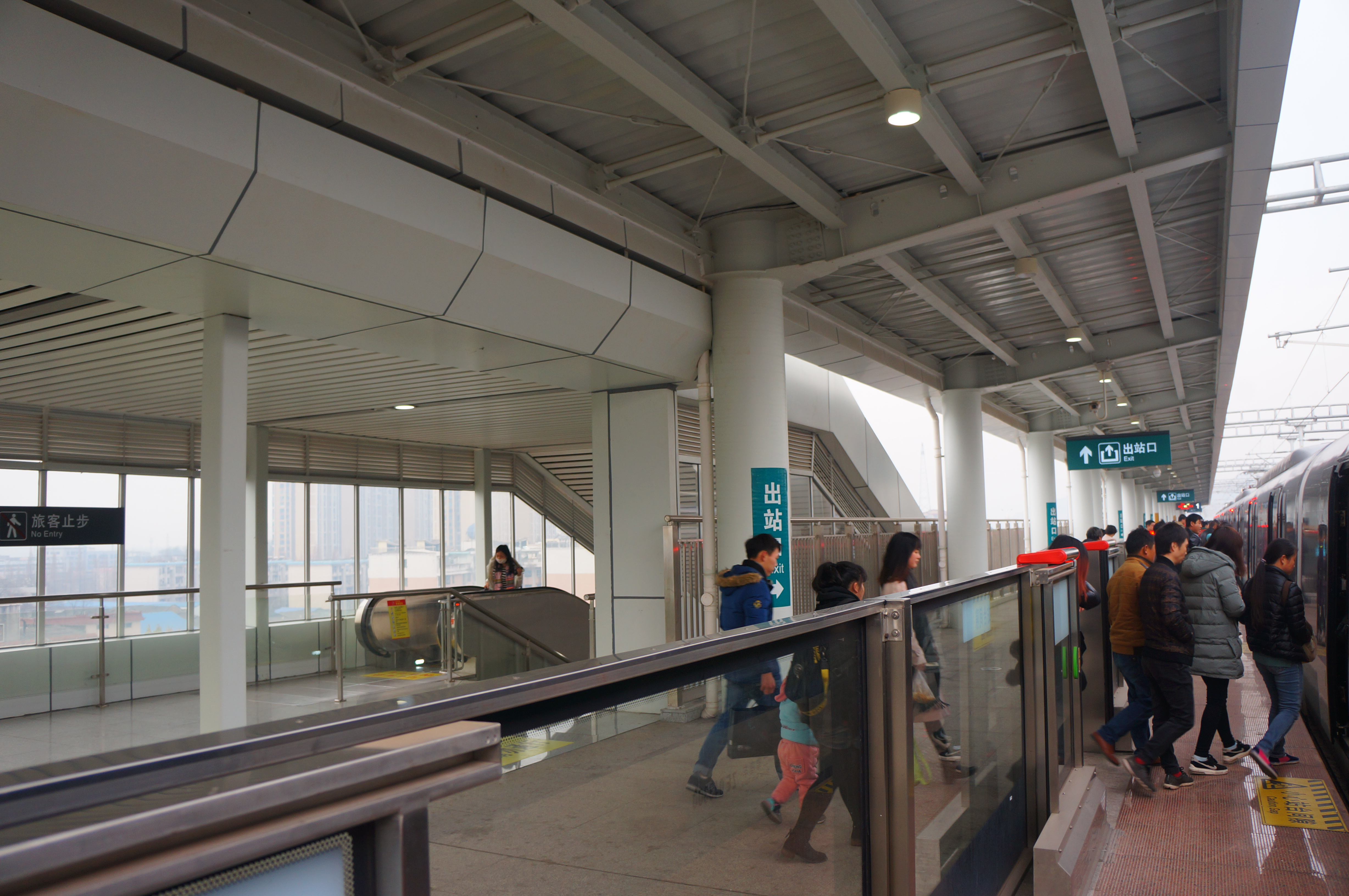
田心东站上下车的旅客

线路开通后的2017年元旦假期中，因周边设有多个大型商场，先锋站客流持续增长。除了长沙本地的客流外，还有来自线路连接的株洲、湘潭的购物流。大量的客流使得车站的候车大厅在日间时段基本座无虚席，同时也使得检票进站的过程非常匆忙。
但随后长株潭城际的上座率却一直不高，即使在早高峰期间，8节的列车仅有两节坐满了乘客。根据长沙站工作人员的介绍，城铁的客流高峰主要呈现在每周五下班时间及周六与周日，乘客以前往湘府路、板塘、大丰及田心东站为主。而株洲车站下辖的株洲南、大丰、田心东、九郎山站在2017年农历正月初一至初八期间合计发送旅客1.9万人次，虽较节前有一定增长，但同期铁路总体发送旅客量达到155万人次，城铁客流占比依旧很小。有评论担心长株潭城铁会步武咸城际铁路的后尘。
长株潭城铁上座率的问题引起了湖南省人民政府的关注，通过和运营单位进行研究后，认为城铁的原先的运营模式趋向于高速铁路而非城际铁路，因此将时刻表做出了调整，加开了一部分直达列车，使得线路更贴近“站站停为主、大站停为辅”的偏地铁化的运行模式。同时责成有关部门，加快后续车辆生产及投放进度：目前中车株洲电力机车正在为长株潭城铁制造4节编组的动车组，共计12列，预计将于2017年年底投入运营，以实现线路“小编组、高密度”的运行模式。而当地市民则希望城铁的运营初期能够推出优惠票价吸引客流，同时简化乘车程序、推行月票等方式使得乘坐更加方便。
2017年4月28日，线路实施新的运行图，将“站站停”模式更改为“错站停”模式，对客流量小的站点减少停靠车次，将每趟列车运行时间控制在1小时以内。日常图开行29对动车组，节假日使用的“基本图”开行35对。
2020年1月10日连接石长铁路的乌山联络线开通后，铁路部门在长株潭城际铁路上开行往张家界、石门方向的跨线列车。此次调图后，线路共有基本实行站站停的本线车21对，大站停的跨线车29对。
2020年3月1日起，配合株洲站改建工程，长株潭城际铁路往株洲的列車暫時改為大豐站折返，大豐至株洲南段暫時停運。2020年5月8日起，长沙西站为配合常益长铁路铁路施工停办客运业务，所有长株潭城际本线列车缩短至麓谷站始发终到。同年，株洲站改扩建工程将拆除现有火车站，与长株潭城际铁路株洲中心站合二为一。株洲站城际场2021年1月28日开通，株洲南站同时恢复客运业务，长株潭城际本线车也改为S字头。

## 使用车辆
长株潭城际铁路使用由中车四方制造的CRH6F型电力动车组，采用8节编组，共设510个座位，全列均为不对号入座的二等座車。其所用的车辆涂装为蓝色涂装，与其他运行中的CRH6型电力动车组不同。
2019年底将会分兩批（首批6列，以先租後買方式購入；次批10列則一次過購入）再投入CJ6型动车组参与运营，首批列车在2019年12月24日投入服务。该型号列车采用4节编组，额定载客量681人，最大载客量897人。所有车辆涂装与前序购入的CRH6F型动车组保持一致。

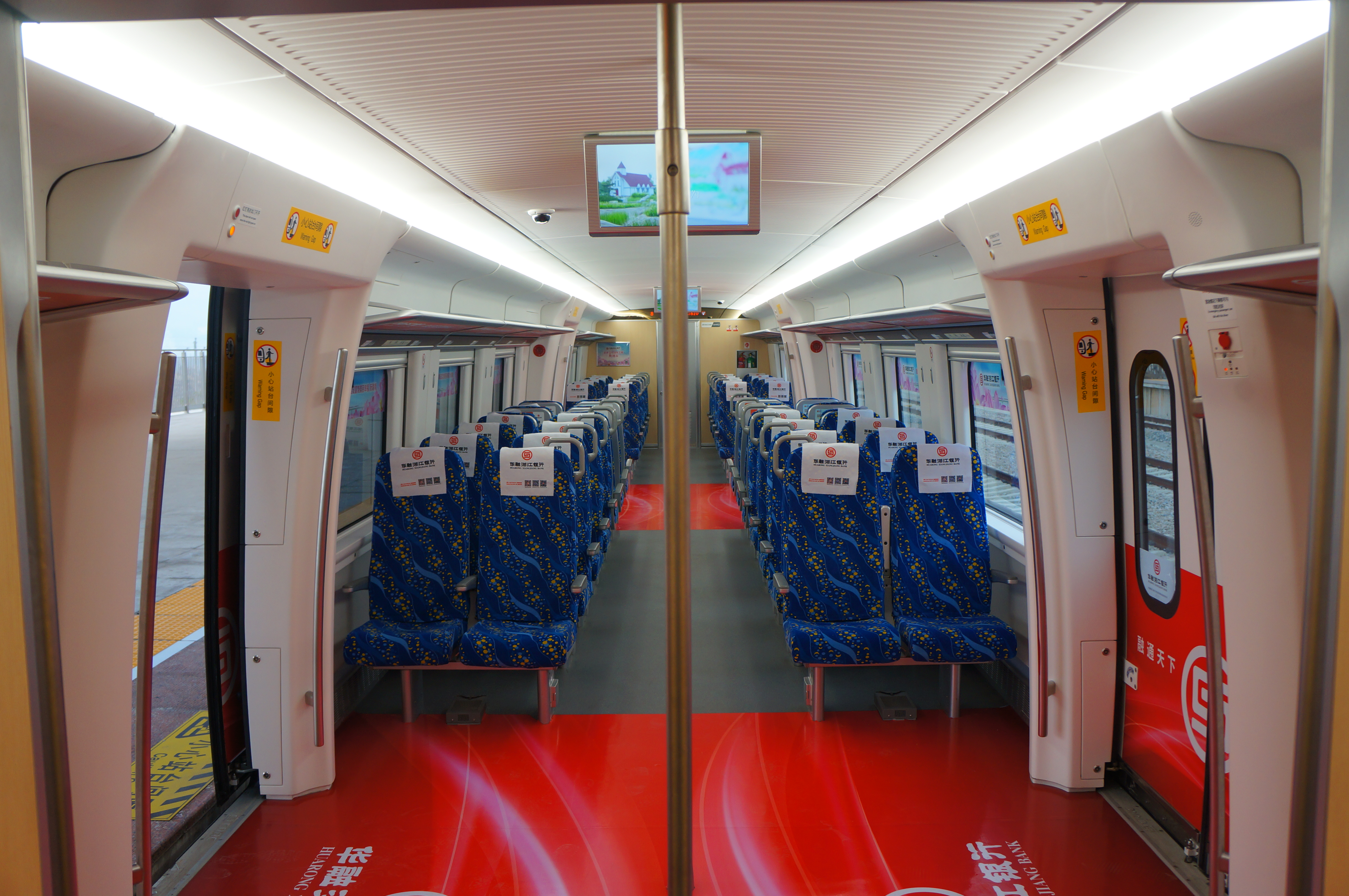
列车内部
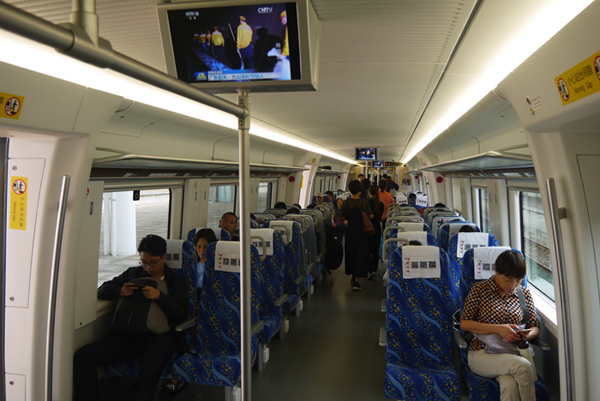
城际列车内部
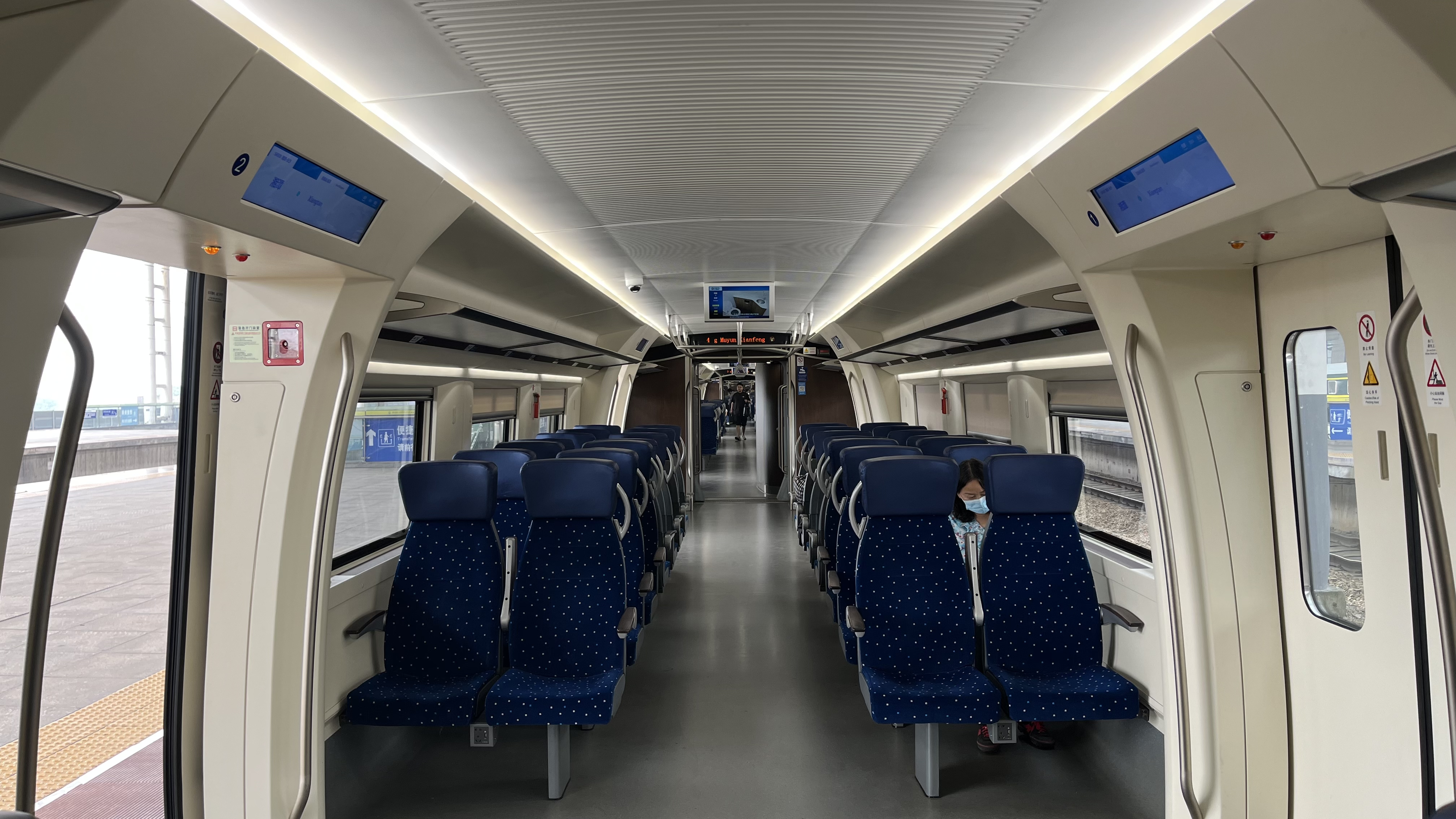
CJ6型动车组内部
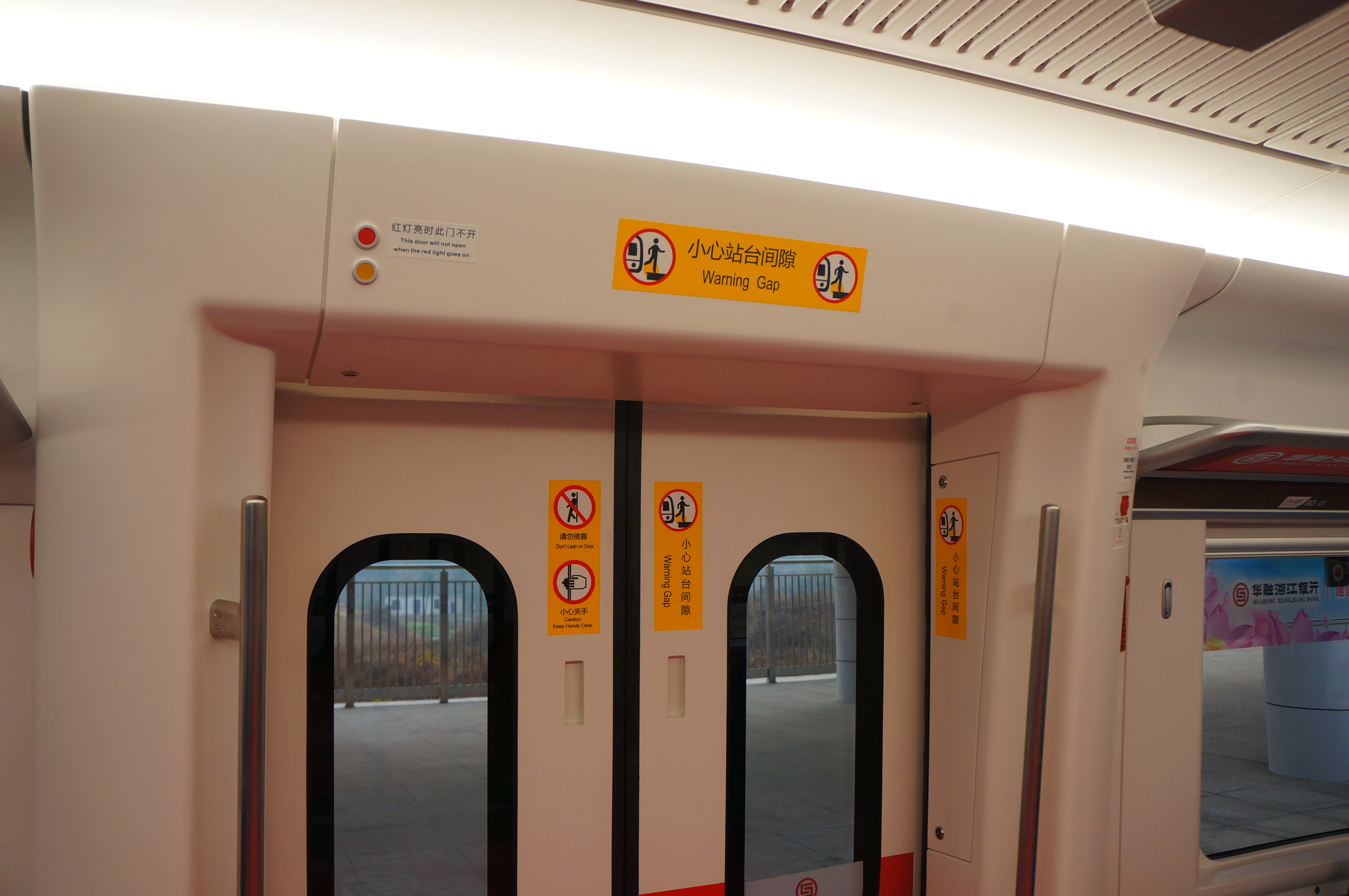
列车车门
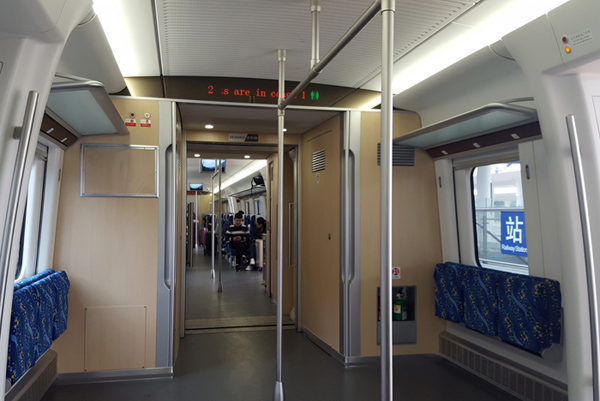
车厢连接处
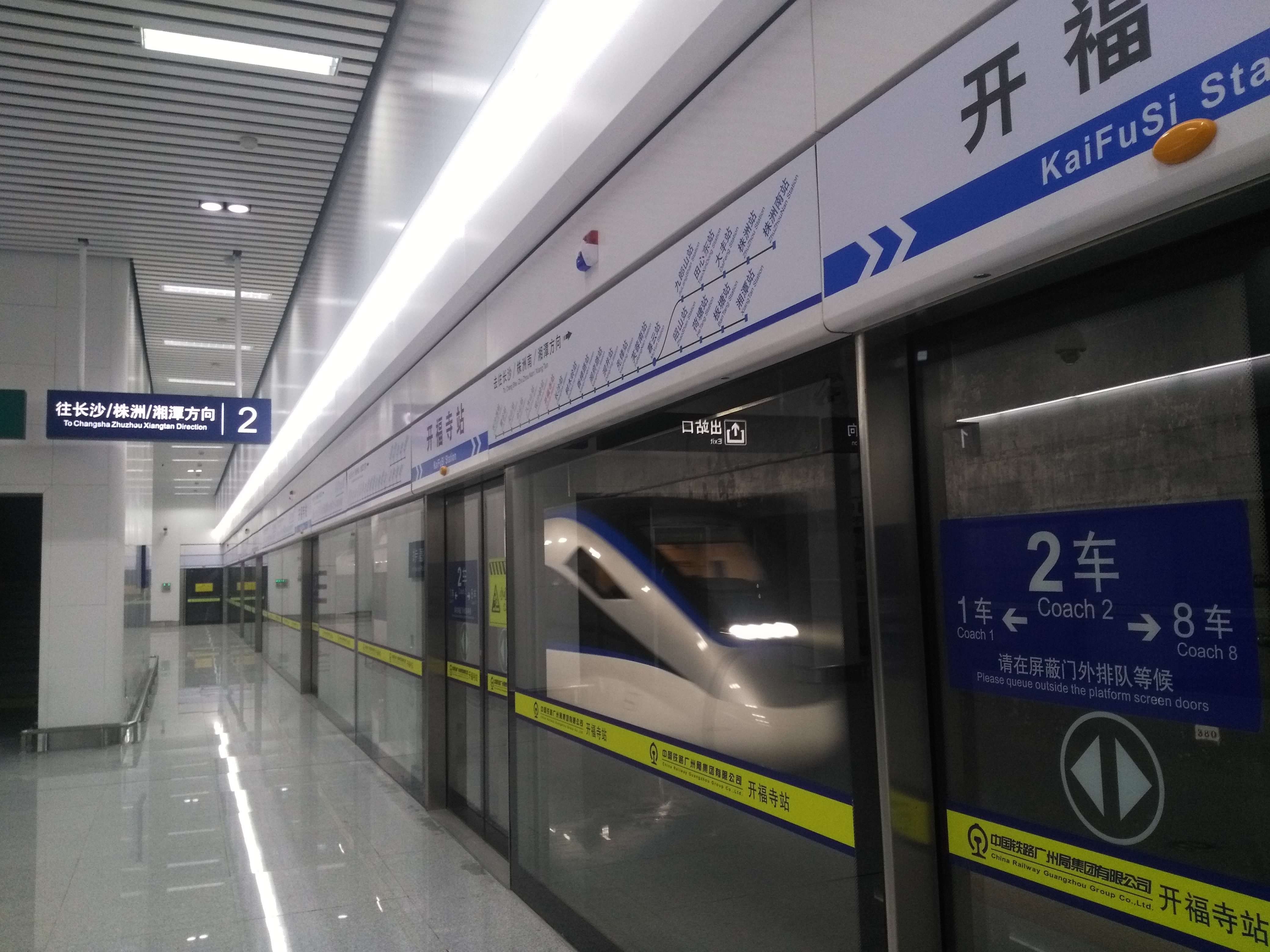
一列驶入开福寺站的CRH6F型电力动车组
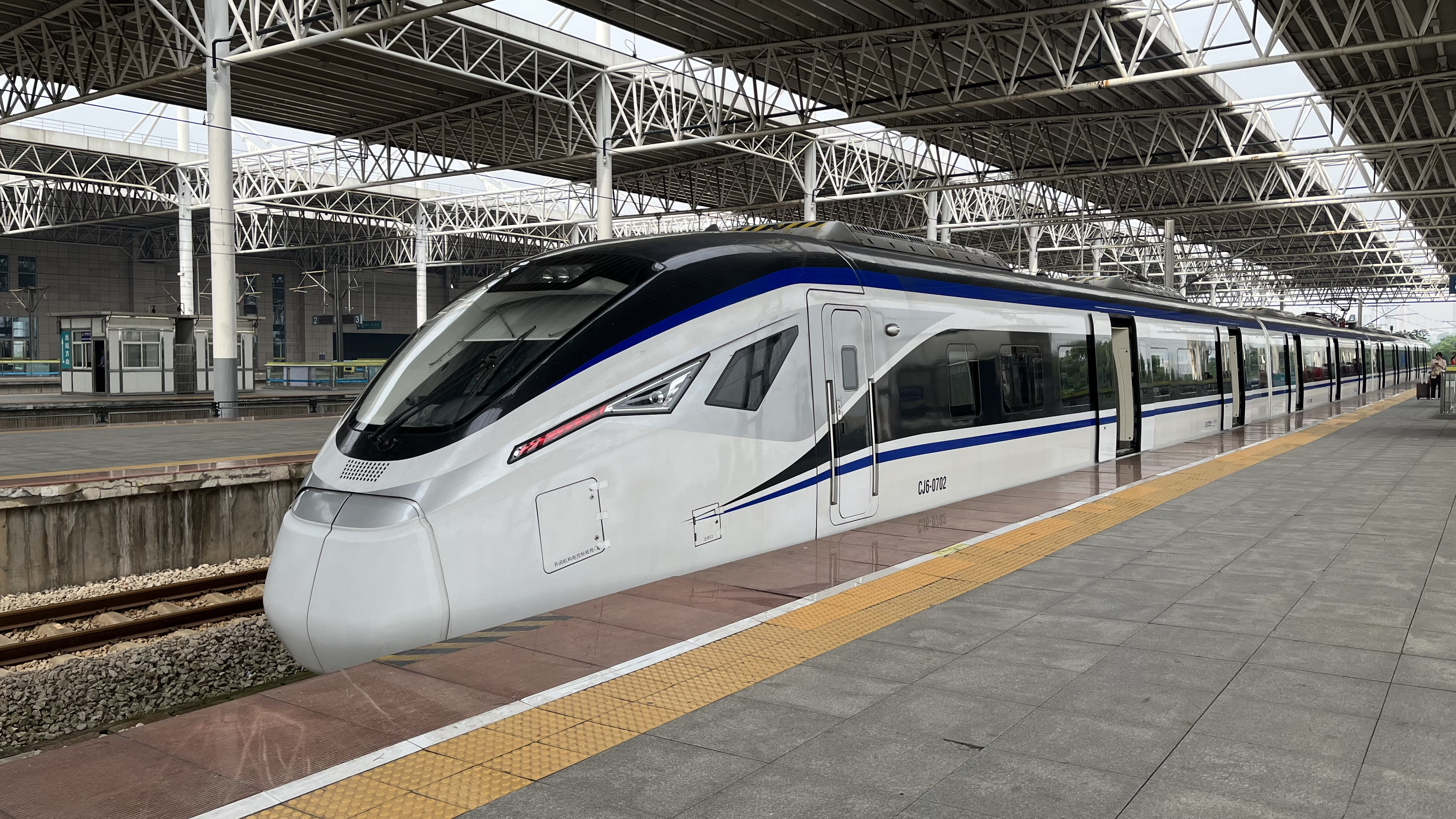
CJ6型动车组停靠于湘潭站

## 车站列表

长株潭城际铁路、长沙地铁和长沙磁浮快线路线图

|                |                | 站点名称 | 英文名称     | 所在地 | 所在地 | 城市轨道交通换乘路线     | 规划站名/原站名      |
| -------------- | -------------- | -------- | ------------ | ------ | ------ | ------------------------ | -------------------- |
| 西 延 线       | 雷 黄 段       | 长沙西站 | Changshaxi   | 长沙市 | 望城区 | 长沙地铁 2号线（建设中） | 黄金镇站、湘江西站   |
| 西 延 线       | 雷 黄 段       | 麓谷站   | Lugu         | 长沙市 | 岳麓区 |                          | 尖山站               |
| 西 延 线       | 雷 黄 段       | 尖山站   | Jianshan     | 长沙市 | 岳麓区 |                          | 望青路站             |
| 西 延 线       | 雷 黄 段       | 谷山站   | Gushan       | 长沙市 | 岳麓区 |                          | 雷锋大道站           |
| 西 延 线       | 长 雷 段       | 八方山站 | Bafangshan   | 长沙市 | 岳麓区 |                          | 长沙市政府站、市府站 |
| 西 延 线       | 长 雷 段       | 观沙岭站 | Guanshaling  | 长沙市 | 岳麓区 | 长沙地铁 4号线观沙岭站   | 滨江新城站           |
| 西 延 线       | 长 雷 段       | 开福寺站 | Kaifusi      | 长沙市 | 开福区 | 长沙地铁 1号线开福寺站   |                      |
| 长 株 城 际 线 | 长 株 城 际 线 | 长沙站   | Changsha     | 长沙市 | 芙蓉区 | 长沙地铁 2号线锦泰广场站 |                      |
| 长 株 城 际 线 | 长 株 城 际 线 | 树木岭站 | Shumuling    | 长沙市 | 雨花区 | 长沙地铁 4号线树木岭站   |                      |
| 长 株 城 际 线 | 长 株 城 际 线 | 香樟路站 | Xiangzhanglu | 长沙市 | 雨花区 |                          |                      |
| 长 株 城 际 线 | 长 株 城 际 线 | 湘府路站 | Xiangfulu    | 长沙市 | 雨花区 |                          |                      |
| 长 株 城 际 线 | 长 株 城 际 线 | 洞井站   | Dongjing     | 长沙市 | 雨花区 | 长沙地铁 7号线（建设中） | 汽车南站             |
| 长 株 城 际 线 | 长 株 城 际 线 | 先锋站   | Xianfeng     | 长沙市 | 天心区 | 长沙地铁 1号线中信广场站 | 中信新城站           |
| 长 株 城 际 线 | 长 株 城 际 线 | 芙蓉南站 | Furongnan    | 长沙市 | 天心区 |                          | 生态动物园站         |
| 长 株 城 际 线 | 长 株 城 际 线 | 暮云站   | Muyun        | 长沙市 | 天心区 |                          |                      |
| 长 株 城 际 线 | 长 株 城 际 线 | 九郎山站 | Jiulangshan  | 株洲市 | 石峰区 |                          | 白马垄站             |
| 长 株 城 际 线 | 长 株 城 际 线 | 田心东站 | Tianxindong  | 株洲市 | 石峰区 |                          | 时代站               |
| 长 株 城 际 线 | 长 株 城 际 线 | 大丰站   | Dafeng       | 株洲市 | 荷塘區 |                          | 云龙站               |
| 长 株 城 际 线 | 长 株 城 际 线 | 株洲站   | Zhuzhou      | 株洲市 | 芦淞区 |                          |                      |
| 长 株 城 际 线 | 长 株 城 际 线 | 株洲南站 | Zhuzhounan   | 株洲市 | 芦淞区 |                          | 七斗冲站             |
| 湘 潭 城 际 线 | 湘 潭 城 际 线 | 昭山站   | Zhaoshan     | 湘潭市 | 岳塘区 |                          |                      |
| 湘 潭 城 际 线 | 湘 潭 城 际 线 | 荷塘站   | Hetang       | 湘潭市 | 岳塘区 |                          |                      |
| 湘 潭 城 际 线 | 湘 潭 城 际 线 | 板塘站   | Bantang      | 湘潭市 | 岳塘区 |                          |                      |
| 湘 潭 城 际 线 | 湘 潭 城 际 线 | 湘潭站   | Xiangtan     | 湘潭市 | 雨湖区 |                          |                      |

### 长沙段及联络线

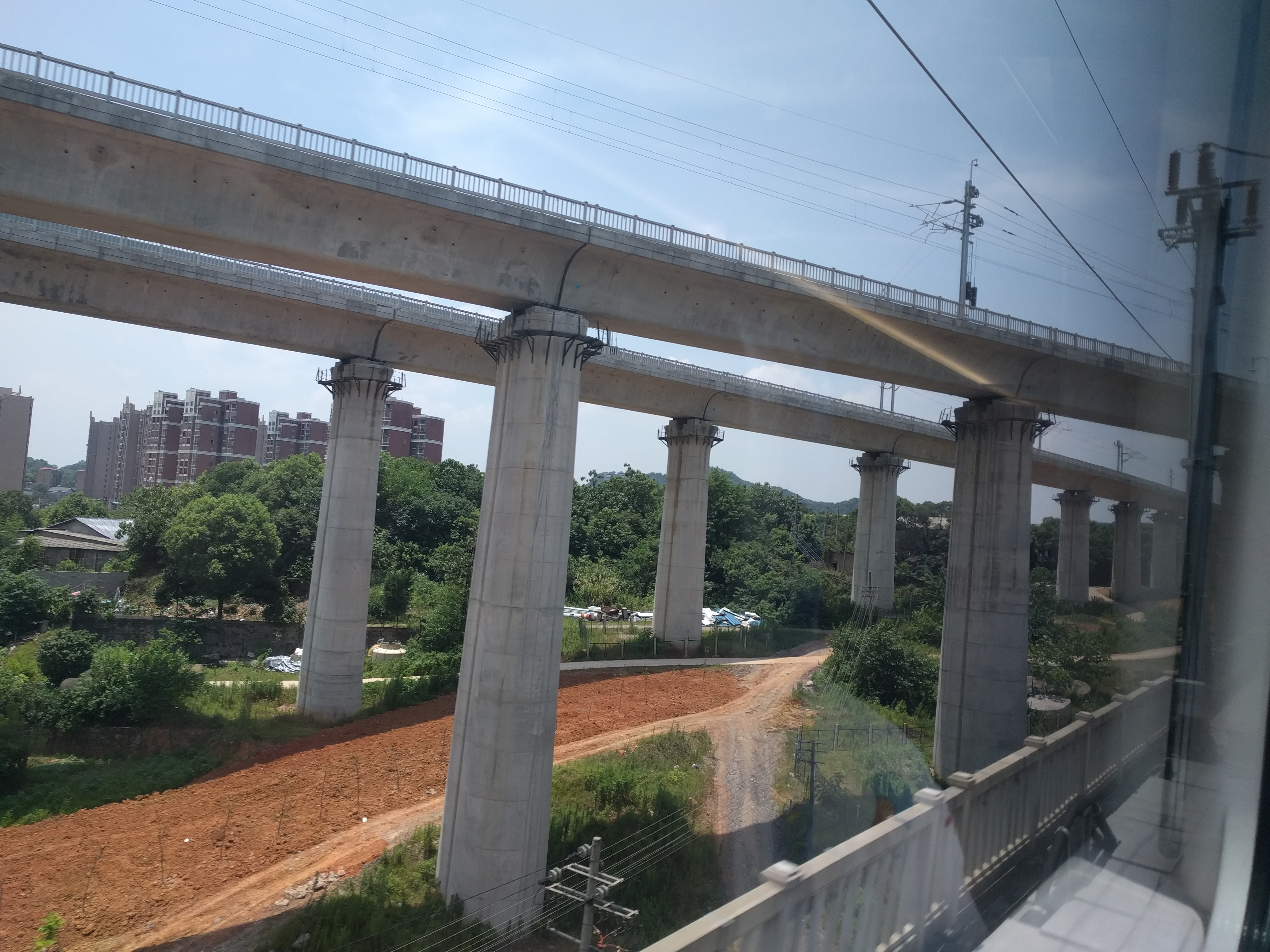
长株潭城际铁路株洲、湘潭支线分歧点

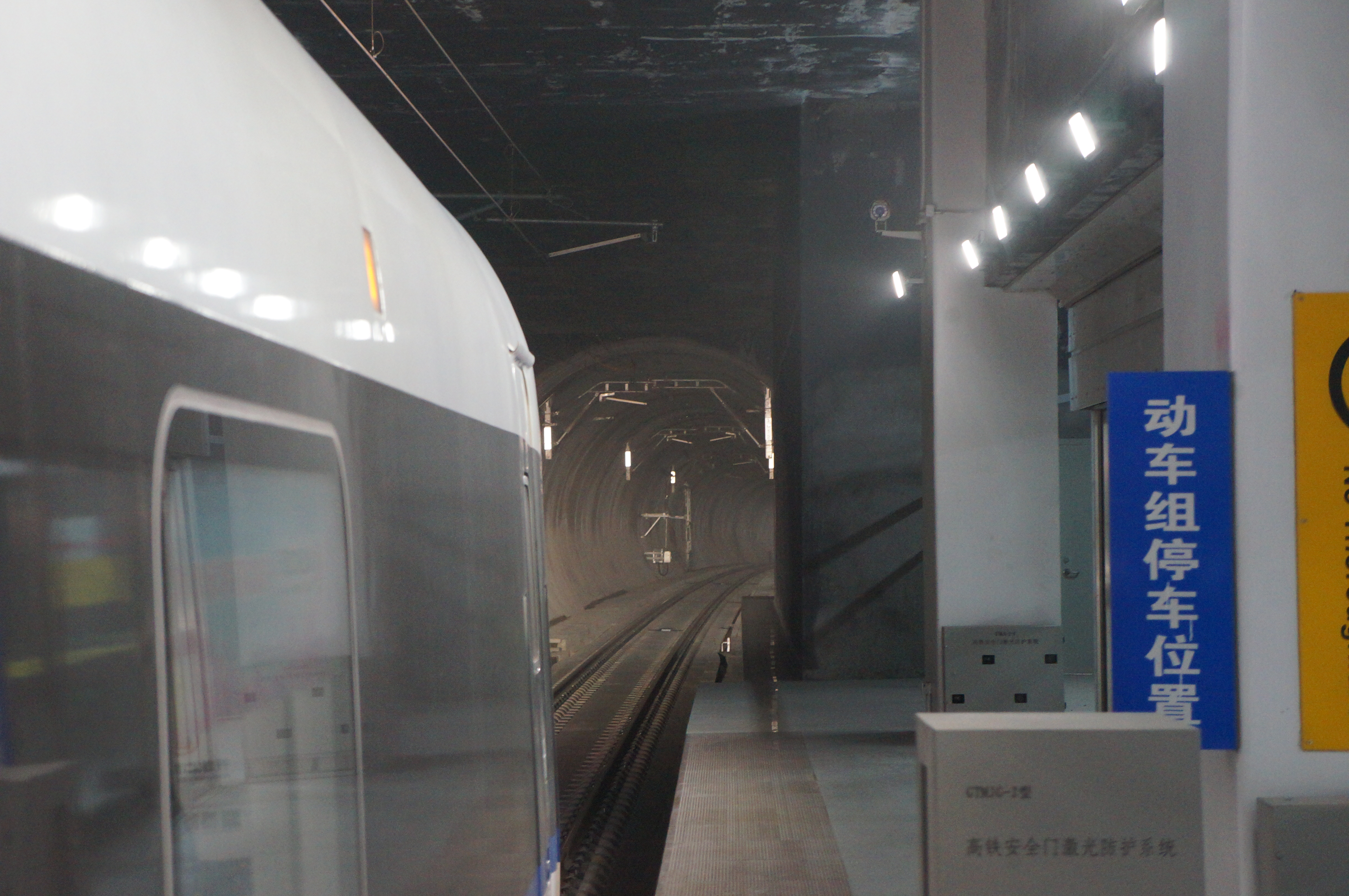
长株潭城际长沙市区段的隧道

长株潭城际铁路长沙段涉及芙蓉区、雨花区、天心区、开福区、岳麓区和长沙县，线路由南向北走向，主要工程包括路基、桥涵、隧道、车站四部分。前期车站为12个，包括8个地下站点即洞井站、湘府路站、香樟路站、树木岭站、开福寺站、观沙岭站 、八方山站和谷山站，4个地面站点即暮云站、芙蓉南站、先锋站和长沙站。
后决定建设西延线，共9.022公里，设3个车站，分别是位于岳麓区的尖山站，位于高新区的麓谷站和位于望城区的长沙西站，拟在未来对接规划中的常益长高速铁路和长赣铁路，以及通过新建联络线的方式，经乌山站接入石长铁路。长沙站以西段于2017年11月底开始试运行，同年12月26日正式开通。

### 站名问题

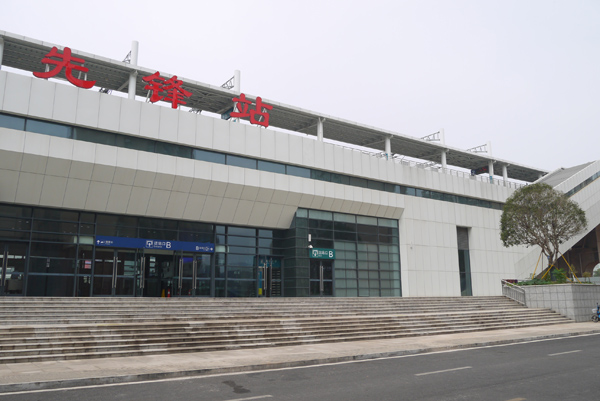
先锋站原名中信新城站

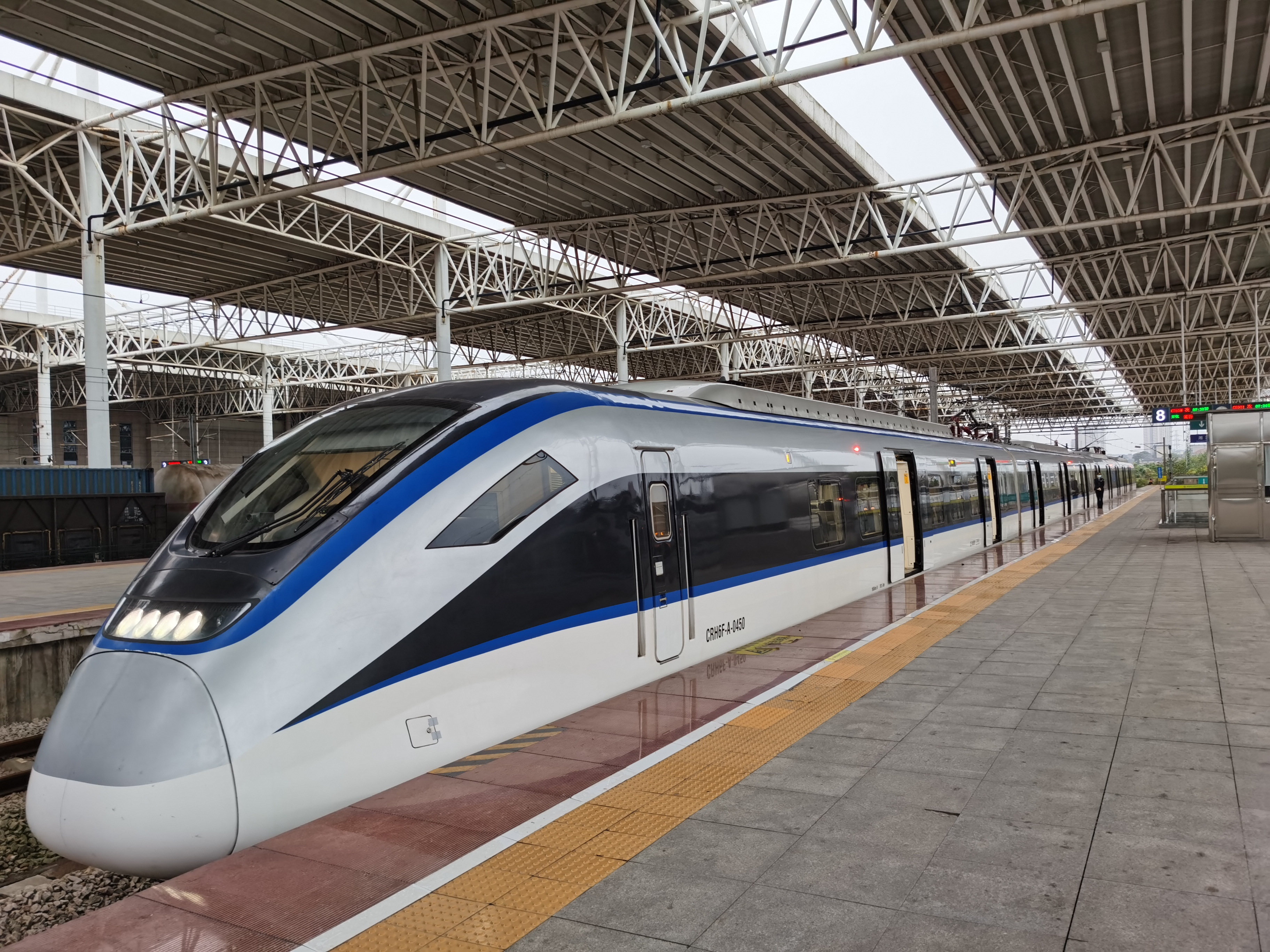
湘潭火车站城际场

2016年3月14日，株洲市初步确定站名，其中白马垄站更改为九郎山站，时代站更名为田心东站，而七斗冲站则更名为株洲南站，云龙站则暂不更名。更名是由于长株潭城际铁路将纳入全国铁路网运营，部分与既有线车站重名的车站（如白马垅站）计划更名。长株潭城铁白马垄站与京广线白马垅站并不在同一位置，目前已有更名为九郎山站的建议；还有株洲市民表示时代站可更名为田心北站或田心东站。
2016年8月，长株潭城际铁路长沙站以南区段的车站开始安装站名牌，同时有7座车站更换站名，其中长沙段生态动物园站改为芙蓉南站、汽车南站改为洞井站、中信新城站改为先锋站，株洲段白马垄站改为九郎山站、时代站改为田心东站、云龙站改为大丰站、七斗冲站改为株洲南站。长沙站以西区段的部分车站也在2016年8月中旬更改站名，其中滨江新城站改为观沙岭站，长沙市政府站改为八方山站，雷锋大道站改为谷山站，望青路站改为尖山站，尖山站改为麓谷站，黄金镇站改为湘江西站。
2017年11月，经中国铁路总公司核准，湘江西站更名为长沙西站。自12月1日起使用新名称。

## 未来发展
2023年1月28日，媒体从湖南省发改委获悉，长株潭都市圈多个轨道交通建设项目，已获国家相关部委审核同意实施。根据布局，长株潭都市圈近期计划推进建设10个轨道交通项目，预计新建里程376公里，总投资约963亿元。长株潭都市圈将加快构建形成干线铁路、城际铁路、市域（郊）铁路、城市轨道交通“四网融合”的多层次轨道交通大外环格局。
干线铁路包括：加快建设长赣铁路；作为长赣铁路的“配套”，建设云贵厦联络线、西南联络线并预留与京广铁路联络线接轨条件，与京广、沪昆高铁主干线衔接串联；研究布局长沙至九江铁路。城际铁路包括：建设长沙至株洲城际铁路；研究布局长株潭城际铁路与京广高速铁路联络线、暮云站至湘潭北站联络线建设。市域（郊）铁路包括：建设长沙至宁乡市域（郊）铁路，建设长沙至浏阳市域（郊）铁路黄花机场至浏阳市段、与既有长沙磁浮快线贯通，两条铁路均有望年内开建。此外，远期布局长沙至湘潭、岳阳、衡阳等城际铁路，预留长株潭城际铁路向周边市县延伸条件。
按照长株潭都市圈发展规划关于构建多层次轨道交通的总体设计，到2027年，长株潭都市圈轨道交通总规模将达到1460公里左右，覆盖所有10万人以上重点片区。长株潭主城区间及周边重要城镇间基本形成“一小时通勤圈”，与周边主要城市、长三角和粤港澳大湾区等城市群实现1.5小时、3小时通达。